# Эндатэ, Кин
Кин Эндатэ (яп. 円舘 金 Эндатэ Кин, 15 декабря 1960) —  японский астроном-любитель. Родился в посёлке Иваидзуми в префектуре Иватэ, окончил школу дизайна.
Кин Эндатэ является одним из самых успешных первооткрывателей астероидов и комет. Астрофотографией он начал заниматься довольно рано, ещё в средней школе, но углублённые астрономические наблюдения начал проводить только с 1986 года. За время своей работы им было открыто свыше 594 астероидов, большинство совместно с другим японским астрономом Кадзуро Ватанабэ, среди них троянские астероиды ((5648) 1990 VU1) и марс-кроссеры ((6500) Кодайра).
В знак признания его заслуг одному из астероидов было присвоено его имя (4282) Эндатэ, а другой был назван в честь его родного города, (4460) Бихоро.